# 貝拉大酒店
貝拉大酒店（葡萄牙語：Grande Hotel Beira）是位於莫桑比克貝拉的豪華酒店，於葡治時期的1954年開業。擁有110間客房，也有可欣賞印度洋景色的套房、宴會廳和符合奧林匹克標準大小的游泳池。因客流缺乏於1974年停業，目前有3500個佔屋。政府曾考慮重新安置寄居於此的人，但至今無進展。